# Provincia de Güeldres
Güeldres, en neerlandés actual: Gelderland ([ˈɣɛldərˌlɑnt]ⓘ, antiguamente Gelre; en bajo sajón neerlandés: Gelderlaand), es una de las doce provincias que conforman el Reino de los Países Bajos. Al igual que las demás provincias, está gobernada por un comisionado o comisario designado por el monarca y una cámara legislativa elegida mediante sufragio universal. La capital es Arnhem. Limita con las provincias de Overijssel, Utrecht, Holanda Meridional, Brabante Septentrional, Limburgo y el Estado federado alemán de Renania del Norte-Westfalia.
La provincia está atravesada por el Rin y sus dos ramas, Waal e IJssel. El punto más alto se encuentra en la colina llamada Signaal Imbosch (109,9 m) en Veluwe.

## Historia
La historia de la provincia comenzó con el condado de Geldern, establecido en el siglo XI cerca de Roermond y Geldern (ahora en Alemania). Los condes adquirieron las regiones de Batavia y Veluwe y, a través del matrimonio, el condado de Zutphen. Así sentaron las bases para un poder territorial que desempeñaría un papel importante en la Edad Media.
El territorio fue parte de la República Bátava (1795-1806), del reino de Holanda de Luis Bonaparte (1806-1810) y del Primer Imperio francés (1810-1813). Güeldres se convirtió en una provincia del Reino de los Países Bajos en 1815.
En 1944, durante la Segunda Guerra Mundial, tuvo lugar en Güeldres la Operación Market Garden. Se combatió en los puentes del río Waal, entre Arnhem y Nimega.

## Municipios
Güeldres está dividido en 51 municipios:
| - Aalten - Apeldoorn - Arnhem - Barneveld - Berg en Dal - Berkelland - Beuningen - Bronckhorst - Brummen - Buren - Culemborg | - Doesburg - Doetinchem - Druten - Duiven - Ede - Elburg - Epe - Ermelo - Harderwijk - Hattem | - Heerde - Heumen - Lingewaard - Lochem - Maasdriel - Montferland - Neder-Betuwe - Nijkerk - Nimega (Nijmegen) - Nunspeet | - Oldebroek - Oost Gelre - Oude IJsselstreek - Overbetuwe - Putten - Renkum - Rheden - Rozendaal - Scherpenzeel - Tiel | - Voorst - Wageningen - West Betuwe - West Maas en Waal - Westervoort - Wijchen - Winterswijk - Zaltbommel - Zevenaar - Zutphen |

## Geografía
Güeldres se encuentra en la parte central oriental de los Países Bajos. Es la provincia más grande del país en términos de superficie, abarcando el 14,7 % (4968 km²) de la superficie terrestre de los Países Bajos.
Tres regiones dividen geográficamente a Gelderland: la Veluwe en el norte, que contiene el área forestal conectada más grande del país; la Batavia en el suroeste, conocido por sus plantaciones de frutas; y Achterhoek, que cuenta con un notable desarrollo agrícola.

## Población
Lo mayores municipios en atención a la población eran en 2019:
|     | Municipio   | Habitantes |
| --- | ----------- | ---------- |
| 1.  | Nimega      | 176.508    |
| 2.  | Apeldoorn   | 162.505    |
| 3.  | Arnhem      | 159.373    |
| 4.  | Ede         | 115.894    |
| 5.  | Barneveld   | 58.013     |
| 6.  | Doetinchem  | 57.532     |
| 7.  | West Betuwe | 50.834     |
| 8.  | Harderwijk  | 47.602     |
| 9.  | Zutphen     | 47.599     |
| 10. | Overbetuwe  | 47.573     |